# Jiří Sobotka
Jiří Sobotka (ook bekend als Georges Sobotka; Praag, 6 juni 1911 – Intragna, 20 mei 1994) was een voormalig Tsjecho-Slowaaks voetballer en voetbaltrainer. In Nederland was hij van 1959 tot 1961 de hoofdtrainer van Feijenoord, waarmee hij in het seizoen 1960/61 landskampioen van Nederland werd.

## Erelijst
Slavia Praag
| Nationaal     |    |                                    |
| Landskampioen | 4x | 1932/33, 1933/34, 1934/35, 1936/37 |

 HNK Hajduk Split
| Nationaal     |    |         |
| Landskampioen | 1x | 1940/41 |

 FC La Chaux-de-Fonds
| Nationaal             |    |                                                                                       |
| Landskampioen         | 2x | 1953/54, 1954/55                                                                      |
| Beker van Zwitserland | 5x | 1947/48 (als speler-trainer), 1950/51 (als speler-trainer), 1953/54, 1954/55, 1956/57 |

 Feijenoord
| Nationaal     |    |         |
| Landskampioen | 1x | 1960/61 |

 FC Basel
| Nationaal             |    |         |
| Beker van Zwitserland | 1x | 1962/63 |